# Толсона
Толсона (англ. Tolsona) — статистически обособленная местность в зоне переписи населения Коппер-Ривер, штат Аляска, США.

## География
Площадь статистически обособленной местности составляет 119,5 км², из которых 116,5 км² — суша и 3,0 км² — открытые водные пространства. Населённый пункт находится на 214-м километре шоссе Гленн (англ. Glenn Highway), примерно в 27 км к западу от Гленналлена, у подножья горы Толсона.

## Население
По данным переписи 2000 года население статистически обособленной местности составляло 27 человек. Расовый состав: коренные американцы — 11,11 %; белые — 85,19 % и представители двух и более рас — 3,70 %.
Из 9 домашних хозяйств в 44,4 % — воспитывали детей в возрасте до 18 лет, 33,3 % представляли собой совместно проживающие супружеские пары и 44,4 % не имели семьи. 33,3 % от общего числа семей на момент переписи жили самостоятельно, при этом 0 % составили одинокие пожилые люди в возрасте 65 лет и старше. В среднем домашнее хозяйство ведут 3,00 человек, а средний размер семьи — 4,20 человек.
Доля лиц в возрасте младше 18 лет — 37,0 %; лиц старше 65 лет — 0 %. Средний возраст населения — 32 года. На каждые 100 женщин приходится 285,7 мужчин; на каждые 100 женщин в возрасте старше 18 лет — 142,9 мужчин.

## Экономика
Средний доход на совместное хозяйство — $11 250. Средний доход на душу населения — $10 000. Никто из семей или жителей не проживали за чертой бедности.